# فدریکو سزاری
فدریکو سزاری (ایتالیایی: Federico Cesari) بازیگر ایتالیایی است.

## زندگی‌نامه
فدریکو که در رم متولد شد، فعالیت بازیگری خود را از کودکی با بازی در سریال تلویزیونی سزارونی با بازی در نقش اندی و شرکت در تبلیغات تلویزیونی مختلف آغاز کرد. در سال ۲۰۱۷ او در اپیزودی از دون ماتئو در کنار ترنس هیل و نینو فراسیکا نقش لوسیو ولپه را بازی می‌کند. او مجموعه را با لودویکا مارتینو به اشتراک می‌گذارد که در همان سال دوباره در گروه بازیگران ننگ بر ایتالیا، بازسازی سریال نروژی به همین نام که در آن نقش مارتینو رامتا را بازی می‌کند، ملاقات خواهد کرد. شخصیت او در هر چهار فصل سریال حضور دارد، سپس برای فصل پنجم دوباره تأیید شد و قهرمان فصل دوم به همراه روکو فاسانو در نقش نیکولو فارس. همچنین در سال ۲۰۱۷ در گروه بازیگران فیلم میدانی وجود ندارد ساخته فدریکو موچیا شرکت کرد.
او در نقش گابریل در سریال جنگ به پایان رسید (مینی سریال تلویزیونی ۲۰۲۰) به تلویزیون بازمی‌گردد که در رای ۱ در ژانویه ۲۰۲۰ به کارگردانی میکل سواوی با میکل ریوندینو و ایزابلا راگونز پخش شد. در همان سال او در فیلم دیزنی ایوان یگانه مورفی خرگوش را دوبل کرد.
در سال ۲۰۲۱ او در سریال صبح بخیر مامان! به کارگردانی جولیوس مانفردونیا در کانال ۵ در نقش فدریکو شرکت کرد. در همان سال او نقش همبازی را در فیلم آنی دا کنه به کارگردانی فابیو مولو به همراه آرورا جوویناتزو به دست آورد و به جمع بازیگران فصل دوم سریال کمدی خودت روتوش کن پیوست و دوباره جیانکارلو را پیدا کرد. مقایسه کنید همچنین در مجموعه ننگ بر ایتالیا همکار بود و فیلمبرداری مجموعه تلویزیونی همه چیز نجات می‌خواهد (از رمان همنام دانیل منکارلی) را به پایان رساند که توسط نتفلیکس در اکتبر همان سال پخش شد.
فدریکو سزاری به موازات حرفه خود به عنوان بازیگر، تحصیلات خود را در رشته پزشکی در رم ادامه می‌دهد.